# UN-Sonderberichterstatter zu den Rechten von Behinderten
Die Stelle des Sonderberichterstatters zu den Rechten von Behinderten (engl.: Special Rapporteur on the rights of persons with disabilities) wurde zur Förderung, Umsetzung und Überwachung der Konvention über die Rechte von Menschen mit Behinderungen geschaffen.

## Das UN-Mandat
Der UN-Menschenrechtsrat schuf diese Stelle am 14. Juli 2014 mittels einer Resolution, in welcher auch der Auftrag definiert wurde. Dieses UN-Mandat ist auf drei Jahre befristet und wird regelmäßig verlängert. Die letzte Verlängerung des Mandates erfolgte am 10. Juli 2017.
Die Sonderberichterstatterin ist keine Mitarbeiterin der Vereinten Nationen, sondern wird von der UN mit einem ehrenamtlichen Mandat beauftragt und dazu erließ der UN-Menschenrechtsrat einen Verhaltenskodex. Der unabhängige Status der Mandatsträgerin ist für die unparteiische Wahrnehmung ihrer Aufgaben entscheidend. Die Amtszeit eines Mandats ist auf maximal zweimal drei Jahre begrenzt.
Sie erstellt thematische Studien und erarbeitet Leitlinien zur Verbesserung der Menschenrechte. Die Sonderbeauftragte macht auf Einladung von Staaten Länderbesuche und kann in beratender Funktion Empfehlungen abgeben. Sie prüft Mitteilungen und unterbreitet den Staaten Vorschläge, wie sie allfällige Missstände beheben können. Sie macht auch Anschlussverfahren, in welchen sie die Umsetzung der Empfehlungen prüft. Dazu erstellt sie Jahresberichte zu Händen des UN-Menschenrechtsrates.

## Amtsinhaber
- 2014–2020 Catalina Devandas Aguilar – Costa Rica
- 2020–2023 Gerard Quinn – Irland
- seit 2023 Heba Hagrass – Ägypten

## Websites
- Internetseite Sonderberichterstatterin für die Rechte von Behinderten (französisch)
- Internetseite Sonderberichterstatterin für die Rechte von Behinderten (englisch)
- Video von UN Special Rapporteurs HDRs: Breaking Barriers: UN Special Rapporteur Gerard Quinn on Abduljalil Al-Singace, Bahrain, eingestellt am 17. April 2023
- Video von Mariana Lemos: Interview with UN Special Rapporteur on the rights of persons with disabilities, Gerard Quinn, eingestellt am 4. Mai 2022